# Pierre Vidal-Naquet
Pierre Emmanuel Vidal-Naquet (23 de juliol de 1930 – 29 de juliol de 2006) va ser un historiador francès que inicià la seva carrera docent a l'École des hautes études en sciences sociales (EHESS) el 1969.
Vidal-Naquet era especialista en l'estudi de l'Antiga Grècia, però també es va interessar (i va estar profundament implicat) en la història contemporània, en particular, la guerra d'Algèria (1954–1962), durant la qual es va oposar a l'ús de la tortura per part de l'exèrcit francès, i també en la història dels jueus. Va participar amb Michel Foucault i Jean-Marie Domenach en la fundació del Groupe d'information sur les prisons (GIP), que va ser un dels primers nous moviments socials francesos. Va formar part dels debats sobre historiografia en què va criticar el negacionisme, i va ser partidari dels esforços de pau a l'Orient Mitjà. Fins al final de la seva vida, Vidal-Naquet mai va abandonar la seva fascinació per l'Antiguitat.

## Biografia
La família de Vidal-Naquet pertanyia a la comunitat jueva sefardita arrelada al Comtat Venaissí ( Carpentràs, Avinyó). Va néixer a París i es va criar en un entorn burgès, republicà i laic. El seu pare Lucien era advocat, de temperament «Dreyfusard», que va entrar ràpidament a la Resistència per evitar l'exili. Al juny de 1940, la família s'instal·la a Marsella. Detingut per la Gestapo el 15 de maig de 1944, el pare de Vidal-Naquet va ser deportat, juntament amb la seva dona, el juny de 1944. Van ser enviats a Auschwitz, on van morir. Als 14 anys, Pierre Vidal-Naquet es va amagar a casa de la seva àvia a la Droma. Allà, va llegir molt, inclosa la Ilíada, i va conèixer el seu cosí, el filòsof Jacques Brunschwig.
Després dels seus estudis al lycée Carnot de París, es va especialitzar en la història de l'Antiga Grècia, així com en temes contemporanis com la Guerra d'Algèria (1954–1962) i l'Holocaust. Va llegir L'Étrange Défaite de Marc Bloch, un llibre que intentava explicar les causes de la derrota durant la batalla de França de 1940, un dels orígens de la seva vocació com a historiador. Va descobrir el surrealisme (André Breton, René Char i també Antonin Artaud) i va fundar una revista als 18 anys, juntament amb Pierre Nora, Imprudence. El judici a Rajk de 1949 va treure definitivament la seva voluntat d'adhesió al Partit Comunista Francès (PCF).
Pierre Vidal-Naquet va ensenyar primer història a l'institut d'Orléans (1955), abans d'anar a la Universitat de Caen (1956–1960) i després a Lille (1961–1962). Llegint Dumézil i Lévi-Strauss, esdevindria membre de l'«Escola de París», formada originàriament per Jean-Pierre Vernant, Nicole Loraux, Marcel Detienne i ell mateix. El seu treball renovaria els enfocaments de l'estudi de l'Antiga Grècia.
Després va treballar al CNRS (1962–64) i va ser nomenat maître de conférences a la Universitat de Lió (1964–1966). Després fou nomenat professor a l'École pratique des hautes études, que esdevingué l'EHESS.
Vidal-Naquet va ser coautor de diversos llibres amb el seu col·lega i amic Jean-Pierre Vernant. Tanmateix, tot i que Vernant era un «camarada» del Partit Comunista Francès (PCF), Vidal-Naquet no va pertànyer mai a cap partit polític, a excepció del Partit Socialista Unificat (PSU), que considerava un «mer cercle de discussió».
Pierre Vidal-Naquet estava casat i fou pare de tres fills. També va ser oficial de la Legió d'Honor i, a Grècia, comanador de l'Orde del Fènix. Pierre Vidal-Naquet es considerava ateu.

## Activisme
Pierre Vidal-Naquet es definia com un «historiador activista», i mentre continuava els seus estudis no va deixar de participar en lluites polítiques i participar en comissions polítiques. Membre del Comité Audin, juntament amb Jérôme Lindon (editor a l'editorial Minuit), va ser un dels opositors més coneguts a l'ús de la tortura per part de l'exèrcit francès durant la guerra d'Algèria (1954–1962). Juntament amb Jean-Paul Sartre i 119 més, va signar el Manifest dels 121, una crida a la desobediència civil contra la guerra d'Algèria. Com a anticolonialista, Vidal-Naquet es va oposar al partit reformista de la Secció Francesa de la Internacional Obrera (SFIO) de Guy Mollet a causa del suport de Mollet a la Primera Guerra d'Indoxina i a la Guerra d'Algèria.
També es va oposar al règim dels Coronels (1967–1974) a Grècia. Va donar suport als esforços de pau a l'Orient Mitjà i al grup Europalestine. Així va declarar: «Considero Sharon un criminal».

Vidal-Naquet també va ser actiu en la condemna de la negació del genocidi armeni. Vidal-Naquet, que havia contestat o criticat el negacionista de l'Holocaust Robert Faurisson en diverses de les seves obres, una vegada va utilitzar Faurisson com a exemple per il·lustrar «el que podrien sentir les minories armènies»:
Imaginem-nos un negacionista Robert Faurisson com a ministre del govern, un president Faurisson de la República, un general Faurisson, un ambaixador Faurisson, un president Faurisson de la Comissió Històrica de Turquia i un membre del senat de la Universitat d'Istanbul, un Faurisson membre de les Nacions Unides, un Faurisson que respon a la premsa cada cop que es planteja la qüestió dels jueus. En resum, un Faurisson patrocinat per l'estat emparellat amb un Faurisson internacional i, a més de tot això, un Talaat-Himmler lloat, des del 1943, amb un mausoleu oficial a la capital del país.
Vidal-Naquet va ser un dels primers estudiosos a deconstruir el revisionisme històric, sobretot a Les Assassins de la mémoire. També es va oposar a la llei francesa sobre el colonialisme aprovada el 23 de febrer de 2005 per la conservadora Unió per un Moviment Popular (UMP), però que finalment va ser derogada pel president Jacques Chirac a principis de 2006. Vidal-Naquet també va criticar la Llei Gayssot de 1990 que prohibeix el discurs revisionista, al·legant que la llei no hauria d'interferir en qüestions històriques. Els arguments de Vidal-Naquet contra la legislació relativa als estudis històrics no són, però, una porta oberta al discurs revisionista. Una vegada va declarar que preferiria anomenar «negacionistes» als revisionistes, i que no discutiria amb ells per «raons simples i científiques. Un astrònom no discuteix amb un astròleg. Jo no discutiria amb algú que doni suport a la idea que la lluna és de feta de formatge rocafort... és impossible».

## Crítica
Si bé les seves anàlisis, per exemple, de la tragèdia grega i la institució de l'efèbia atenesa, han estat acollides favorablement per molts intel·lectuals francesos, també han estat fortament contestades en altres àmbits, especialment per filòlegs italians que, com el mateix Vidal-Naquet, eren partidaris d'una anàlisi marxista. El seu enfocament estructuralista ha estat anomenat «ahistòric», les seves anàlisis dels textos com a mancades d'exhaustivitat i fins i tot manipulatives, utilitzant categories com la polisèmia i l'ambigüitat que els seus crítics troben que no són aplicables.